# Liste der Biografien/Fop
Liste der Biografien |
Portal Biografien |
Personensuche
# |
A |
B |
C |
D |
E |
F |
G |
H |
I |
J |
K |
L |
M |
N |
O |
P |
Q |
R |
S |
T |
U |
V |
W |
X |
Y |
Z |
?
 
Fa |
Fe |
Ff |
Fh |
Fi |
Fj |
Fk |
Fl |
Fm |
Fn |
Fo |
Fr |
Ft |
Fu |
Fy
 
Foa |
Fob |
Foc |
Fod |
Foe |
Fof |
Fog |
Foh |
Foi |
Foj |
Fok |
Fol |
Fom |
Fon |
Foo |
Fop |
For |
Fos |
Fot |
Fou |
Fov |
Fow |
Fox |
Foy |
Foz
Die Liste der Biografien führt alle Personen auf, die in der deutschsprachigen Wikipedia einen Artikel haben. Dieses ist eine Teilliste mit 21 Einträgen von Personen, deren Namen mit den Buchstaben „Fop“ beginnt.

## Fop

### Fopm
- Fopma, Jennifer (* 1981), US-amerikanische Beachvolleyballspielerin
- Fopma, Tineke (* 1953), niederländische Radrennfahrerin und Weltmeisterin

### Fopp
- Fopp, Kunigunda (1868–1909), Schweizer Hauswirtschaftslehrerin und Förderin der Mädchenbildung im Kanton Thurgau
- Fopp, Leonhard (* 1948), Schweizer Unternehmensberater
- Foppa, Alaíde, guatemaltekische Dichterin und Kunstkritikerin
- Foppa, Brigitte (* 1968), italienische Politikerin (Südtirol)
- Foppa, Christian (1880–1973), Schweizer Politiker (KVP)
- Foppa, Giuseppe Maria (1760–1845), italienischer Librettist
- Foppa, Hermann (1882–1959), österreichischer Politiker (GDVP, NSDAP), MdR, Abgeordneter zum Nationalrat
- Foppa, Klaus (1930–2021), österreichisch-schweizerischer Psychologe und Professor
- Foppa, Pauletta (* 2000), französische Handballspielerin
- Foppa, Vincenzo († 1516), italienischer Maler
- Föppel, Carl Gustav (1825–1884), deutscher Opernsänger (Bariton)
- Föppel, Heinrich Anton (1798–1866), deutscher Opernsänger (Bariton, Bass) und Gesangslehrer
- Föppel, Heinz (1915–1983), deutscher Fotograf und Hochschullehrer
- Foppen, Mike (* 1996), niederländischer Mittel- und Langstreckenläufer
- Foppes, Wytze (1707–1778), friesischer Rechenmeister und Instrumentenbauer
- Föppl, August (1854–1924), deutscher Statiker und Hochschullehrer für Technische Mechanik und grafische StatikAugust Föppl (1854–1924)

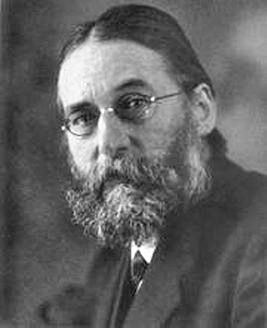
August Föppl (1854–1924)

- Föppl, Irmgard (* 1922), deutsche Chemikerin und Richterin am Bundespatentgericht
- Föppl, Ludwig (1887–1976), deutscher Maschinenbauingenieur, Rektor der TU München, Kryptologe
- Föppl, Otto (1885–1963), deutscher Ingenieurwissenschaftler und Hochschullehrer für Mechanik